# Lord Jim (film, 1965)
Pour les articles homonymes, voir Lord Jim.
Pour plus de détails, voir Fiche technique et Distribution.
Lord Jim est un film américain réalisé par Richard Brooks, sorti en 1965, d’après le roman éponyme de Joseph Conrad publié en 1900.

## Synopsis
Pendant une tempête, un officier de marine (Peter O'Toole), abandonne son navire qui transportait 800 pèlerins vers La Mecque.  Après avoir volontairement avoué sa faute et être destitué par un tribunal, il vivote de petits boulots jusqu’à rencontrer Stein (Paul Lukas) qui veut aider les habitants du village cambodgien de Patusan (ce nom étant fictif), exploités et torturés par un soi-disant général (Eli Wallach). Tout en étant obsédé par sa lâcheté passée, il se lance dans des aventures périlleuses pour aider les habitants de Patusan, et parvient à les débarrasser du général. Il gagne alors le surnom de Lord Jim. Lors d’une attaque ultérieure menée par un assassin professionnel, Gentleman Brown (James Mason), pour s’emparer du trésor de Patusan, Lord Jim négocie le départ de Brown et de sa troupe en donnant pour gage sa propre vie si un villageois meurt.  Malheureusement le fils du chef de Patusan, Waris (Jūzō Itami) est tué et Lord Jim se fait volontairement tuer par le père de Waris, Du-Ramin (Tatsuo Saitō).

## Fiche technique
- Titre : Lord Jim
- Réalisation : Richard Brooks
- Scénario : Richard Brooks, d'après le roman de Joseph Conrad
- Production : Richard Brooks
- Société de production : Columbia Pictures
- Musique : Bronislau Kaper
- Photographie : Freddie Young, assisté d'Ernest Day (cadreur)
- Costumes : Phyllis Dalton
- Montage : Alan Osbiston
- Pays de production :  Royaume-Uni et  États-Unis
- Format : Couleurs 70m/m
- Durée : 154 minutes
- Date de sortie : 1965
- Affiches : Raymond Elseviers (Belgique), Georges Kerfyser (France)

## Distribution
- Peter O'Toole (VF : Jean Piat) : Lord Jim
- James Mason (VF : Fernand Fabre) : « Gentleman » Brown
- Curd Jürgens : Cornelius
- Eli Wallach (VF : Pierre Pernet) : le général
- Jack Hawkins (VF : Georges Aminel) : Marlow
- Daliah Lavi (VF : Anne Carrère) : la fille
- Paul Lukas (VF : Marcel Bozzufi) : Stein
- Akim Tamiroff (VF : Serge Nadaud) : Schomberg
- Christian Marquand (VF : Jacques Thébault) : l'officier français
- Jack MacGowran : Robinson
- Ric Young : le malais
- Andrew Keir (VF : Yves Brainville) : Brierly
- Tatsuo Saitō : Du-Ramin
- Jūzō Itami (crédité Ichizo Itami) : Waris
- Marne Maitland : l'ancien
- Noel Purcell : le capitaine Chester

## Autour du film
- La moitié des scènes du film sont tournées au Cambodge, sur le site d'Angkor (on reconnait bien la silhouette d'Angkor Vat et du Bayon à Angkor Thom). Le film est la seconde adaptation du Lord Jim (roman) de Joseph Conrad ; la première, avec Percy Marmont dans le rôle principal, était le film muet de Victor Fleming, Lord Jim (1925).